# 迎喜
迎喜（1860年—？），字子起，号雨亭，一号燕侯，貴奇克氏，荆州驻防蒙古正紅旗人，清朝政治人物、同進士出身。
光緒戊子科，湖北乡试四十六名举人，二十一年（1895年），参加光緒乙未科会试，二百四十三名，殿試，登進士三甲94名。同年五月，以主事分部学习。